# Entoloma subcarneum
Entoloma subcarneum is een paddenstoel afkomstig uit de Pacific Northwest (Verenigde Staten) en behoort tot het ondergeslacht Leptonia (paddenstoelen met roze sporen). De paddenstoel is 30-65 mm breed. De soort staat op de Rode Lijst van de IUCN met bedreigde schimmels met status 'vrij kwetsbaar'. 